# Communauté de communes de Seltz - Delta de la Sauer

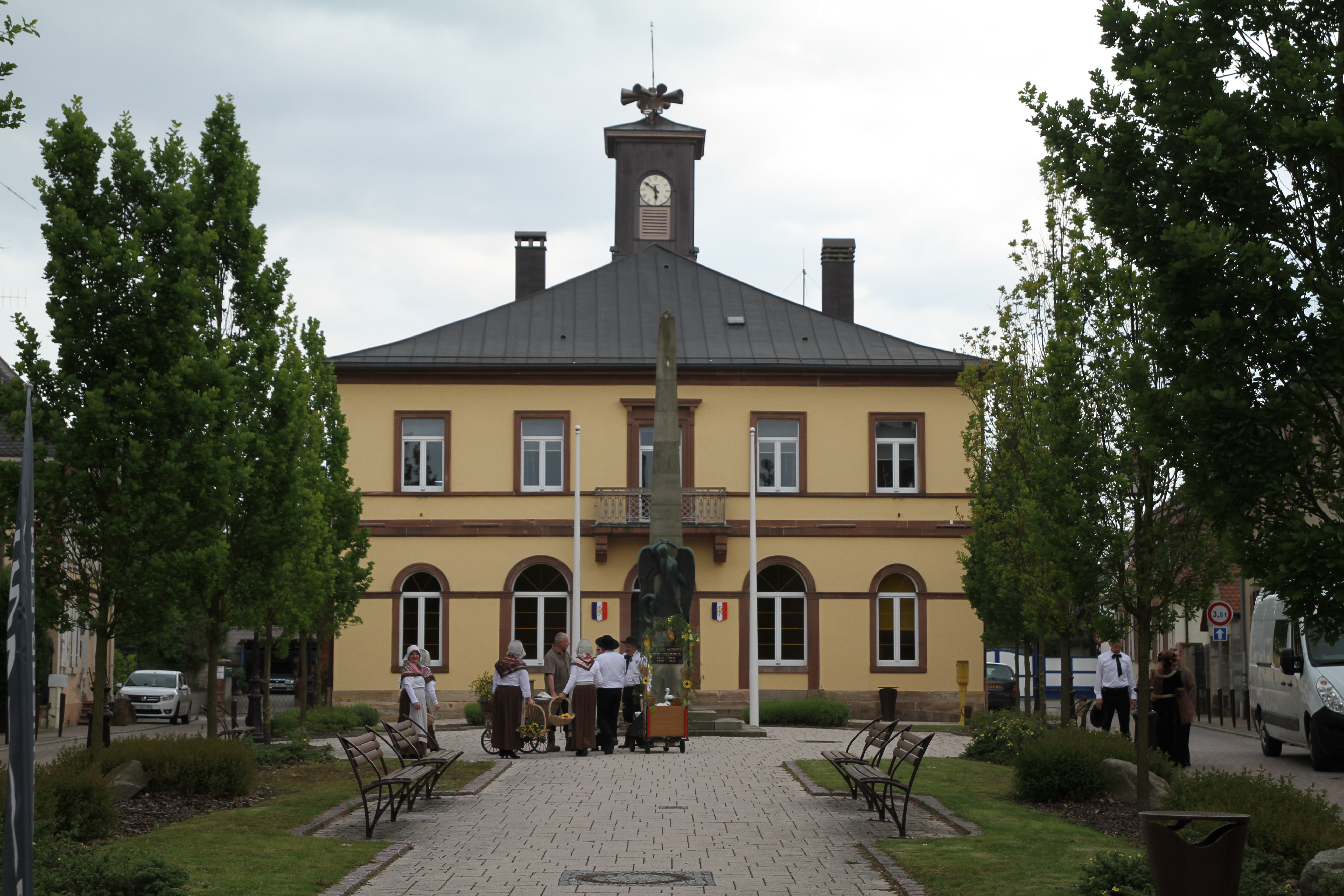
Sitz der Verwaltung

Die Communauté de communes de Seltz – Delta de la Sauer war ein ehemaliger Zusammenschluss der Gemeinden Eberbach-Seltz, Munchhausen und Seltz im Elsass. Die Communauté de communes bestand seit dem 1. Januar 1993 und löste damals den Syndicat intercommunal à vocations multiples (SIVOM) Seltz-Munchhausen ab. 
Der Gemeindeverband fusionierte mit Wirkung vom 1. Januar 2014 mit der Communauté de communes de la Plaine de la Sauer et du Seltzbach und der Communauté de communes de la Lauter und bildete so die neue Communauté de communes de la Plaine du Rhin.